# 卡爾·金特 (施瓦茨堡-魯多爾施塔特)
卡爾·金特（德語：Karl Günther，1576年11月6日—1630年9月24日），施瓦茨堡-魯多爾施塔特伯爵，阿爾布雷希特七世的長子，1605年至1630年在位。

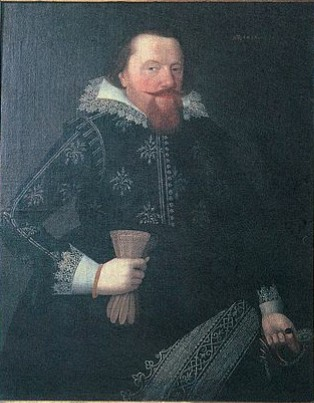
卡爾·金特

1613年，卡爾·金特與安哈特親王約阿希姆·恩斯特的女兒安娜·索菲亞結婚，兩人沒有子女。1630年，卡爾·金特於克拉尼希費爾德去世。